# Jarl

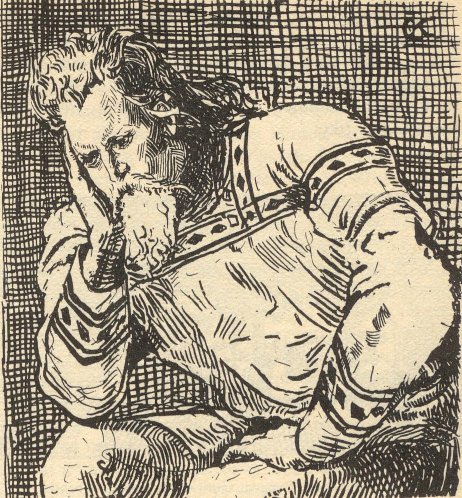
Haakon Sigurdsson (Noruega); 970-995

Jarl ("guerreiro" ou "nobre"; pl. jarlar) era, nas línguas nórdicas, um título usado na Era Viking e no início da Idade Média (c. 900–1300), para designar o governador de uma região relativamente grande ou o braço-direito de um rei.
Foi sucessivamente substituído pelo título feudal de duque (em sueco: hertig; em norueguês: hertug; em norueguês: hertug; em latim: dux), nos países nórdicos, e modernamente, por conde (count), na Inglaterra, sendo utilizado até hoje o título de jarl, palavra de origem nórdica, adotada na corte inglesa).

## História
O termo jarl deriva de erilar ("pessoa distinta" em nórdico primitivo) e possivelmente de erǭ ("luta", em germânico primitivo). 
Na história da Suécia, os jarlas são descritos como governantes locais ou vice-reis indicados pelo rei para governar uma das províncias suecas históricas, como Gotalândia Ocidental, Gotalândia Oriental ou Suídia. Em meados do século X, o título era usado exclusivamente por uma única pessoa, e os líderes locais passaram gradativamente a ser referidos como dux (duque). Antes que o título caísse em desuso, em meados do século XIII, os jarlas suecos eram poderosos, a exemplo de Birger, o Sorridente (?- 1202), Ulf Fase (1221-1247) e Birger Jarl (1210 - 1266), e frequentemente eram os verdadeiros governantes do reino.
Na Noruega, os jarlas aparentemente mantiveram esse papel, e os reis tentaram introduzir um em cada fylke (condado ou distrito) antes que o título fosse usado exclusivamente nas ilhas Órcades, no século XIV.[carece de fontes?]
Hoje, no Reino Unido, os earls são parte do Pariato, estando hierarquicamente abaixo de um marquês (marquess) e acima de um visconde (viscount). Diferentemente de outros termos nobiliárquicos germânicos, earl permaneceu em uso mesmo após a conquista normanda da Inglaterra, não sendo substituída pelo normando count, ainda que a forma feminina countess tenha sido adotada para earl. O historiador Geoffrey Hughes argumenta que provavelmente isto se deu para evitar a proximidade fonética cacofônica com a palavra de calão referente à vagina cunt.